# جاك لوند سكوفيلد
جاك لوند سكوفيلد هو سياسي أمريكي، ولد في 25 أبريل 1923 في دوغلاس في الولايات المتحدة، وتوفي في 13 مارس 2015. نشط حزبياً في الحزب الديمقراطي. وقد انتخب عضو المجلس النيابي لولاية نيفادا ‏.